# Kloster Rosières
Das Kloster Rosières (Roseriae) ist eine ehemalige Zisterziensermönchsabtei in der französischen Gemeinde La Ferté im Département Jura der Region Bourgogne-Franche-Comté. Sie liegt rund 20 Kilometer südöstlich von Dole am rechten Ufer des Flusses Cuisance.

## Geschichte
Das Kloster wurde im Jahr 1132 als Tochterkloster von Kloster Bellevaux aus der Filiation der Primarabtei Morimond gegründet. Rosières besetzte 1206 das Kloster San Tommaso dei Borgognoni (Torcello) in der Lagune von Venedig, von dem aus wiederum verschiedene Klöster in der Levante gegründet wurden (Kloster San Stefano bei Istanbul, Kloster Gergeri (Kreta), Kloster Sancta Maria Varangorum (Kreta)). Das Kloster wurde in der Französischen Revolution aufgelöst.

## Bauten und Anlage
Die nicht mehr vorhandene Kirche wurde 1177 geweiht. Auch die sonstigen Klosteranlagen sind verschwunden. Das Klostergelände nimmt nunmehr ein landwirtschaftlicher Betrieb ein, in dem u. a. ein Grabstein und Fliesen aus dem Kloster noch vorhanden sind.